# Seznam politických stran v Namibii
Toto je seznam politických stran v Namibii.
| Zkratka | Český název                                      | Anglický název                                    |
| ------- | ------------------------------------------------ | ------------------------------------------------- |
| APP     | Všelidová strana                                 | All People's Party                                |
| CoD     | Kongres demokratů                                | Congress of Democrats                             |
| DPN     | Demokratická strana Namibie                      | Democratic Party of Namibia                       |
| DTA     | Demokratická Turnhalleova aliance                | Democratic Turnhalle Alliance                     |
| MAG     | Kontrolní akční skupina                          | Monitor Action Group                              |
| Nam DMC | Namibijské demokratické hnutí pro změnu          | Namibia Democratic Movement for Change            |
| NUDO    | Národní jednotná demokratická organizace Namibie | National Unity Democratic Organisation of Namibia |
| NDP     | Národní demokratická strana Namibie              | National Democratic Party of Namibia              |
| RDP     | Sdružení pro demokracii a pokrok                 | Rally for Democracy and Progress                  |
| RP      | Republikánská strana Namibie                     | Republican Party of Namibia                       |
| SWANU   | Národní svaz Jihozápadní Afriky                  | South West African National Union                 |
| SWAPO   | Lidová organizace Jihozápadní Afriky             | South West Africa People's Organisation           |
| UDF     | Sjednocená demokratická fronta Namibie           | United Democratic Front of Namibia                |
| CPN     | Komunistická strana Namibie                      | Communist Party of Namibia                        |